# Portchester
Portchester är en förort i distriktet Fareham, i grevskapet Hampshire, i England. Orten hade 17 000 invånare (2001) och ligger 10 kilometer nordväst om Portsmouth. Portchester var en civil parish fram till 1932 när blev den en del av Fareham och Portsmouth. Civil parish hade 2 267 invånare år 1931. Byn nämndes i Domedagsboken (Domesday Book) år 1086, och kallades då Porcestre/Portcestre.

## Nöjen och attraktioner
- Fortet Portus Adurni, numera Portchester Castle, räknas som det finaste romerska fortet i västeuropa.

- Orten ligger nära Storbritanniens tredje största marina Port Solent.

- Orten ligger också i närheten av den historiska staden Portsmouth och ingår i marknadsstaden Fareham.

## Tågförbindelser
Järnvägsstationen i Portchester trafikeras av South West Trains. Tågen går efter kusten till Southampton, Fareham, Portsmouth, Havant, Chichester och Brighton. Londontågen till London Waterloo (via Fareham) och London Victoria (via Chichester) stannar också vid stationen.

## Bussförbindelser
First Hampshire & Dorset har bussförbindelser till Portsmouth, Havant, Fareham, Titchfield, Locks Heath och Warsash.

## Vägförbindelser
Huvudvägen A27 går genom Portchester centrum. Motorvägen M27 nås via Fareham eller Port Solent.